# Гибб, Морис
Сэр Морис Эрнест Гибб (англ. Maurice Ernest Gibb; 22 декабря 1949, Дуглас, Великобритания — 12 января 2003, Майами-Бич) — британский музыкант и автор-исполнитель, наиболее известный по участию в группе Bee Gees, которую основал вместе с братом-близнецом Робином и старшим братом Барри. Мировые продажи пластинок группы превышают 220 миллионов копий, что делает Мориса одним из самых успешных музыкантов в истории индустрии. Командор ордена Британской империи.

## Биография

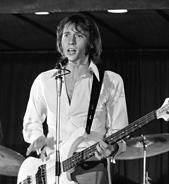
Гибб на датском телевидении. 1968 год

Родился в Англии, однако вскоре родители переехали в Брисбен, поэтому начать музыкальную карьеру пришлось в Австралии, именно там певец получил некоторую известность, после чего вместе со всей группой вернулся обратно в Соединённое Королевство и продолжил музыкальную деятельность на родине. Основной обязанностью Мориса были мелодии и аранжировки создаваемых песен. Он редко исполнял вокальные партии соло, чаще всего пел либо вместе с братьями, либо подпевал на бэк-вокале, одновременно играя на различных инструментах. На раннем этапе творчества основным его инструментом была акустическая и электрогитара, но в середине 1960-х годов он переключился на клавишные, стал отвечать за студийные эффекты, создаваемые, прежде всего, с помощью синтезатора. Позже освоил фортепиано и бас-гитару, для нескольких альбомов сыграл на меллотроне. Морис часто оставался в тени своих братьев, тем не менее, историки группы сходятся во мнении, что его влияние на творчество коллектива заслуживает признания в равной степени с двумя другими музыкантами.
Неоднократно пробовал начать сольную карьеру, записал несколько пластинок, однако все они получились сравнительно неудачными и так и не были выпущены в продажу. Довольно много занимался продюсированием молодых артистов, в частности работал со шведской певицей Каролой, выступил композитором в фильме «Редкая порода», принял участие в ряде мюзиклов.
В течение четырёх лет был женат на шотландской поп-звезде Лулу, однако профессиональная занятость, постоянные разъезды и гастроли не позволили супругам быть вместе, и вскоре они развелись. Вторая жена Айвонн родила Гиббу двоих детей, Адама и Саманту. Очень любил играть в пейнтбол, состоял в команде Royal Rat Rangers и содержал магазин с сопутствующей экипировкой.
Умер 12 января 2003 года в больнице Майами-Бич, причиной смерти послужили осложнения после операции на подвздошной кишке. Похоронен на кладбище Майами-Бич. Барри и Робин после потери брата решили прекратить музыкальную деятельность и объявили о расформировании группы. Однако некоторое время спустя они всё-таки появились вместе под этим заголовком на нескольких концертах, а в конце 2009 года заявили о возобновлении работы в составе проекта Bee Gees.

## Награды и звания
- Орден Британской империи степени командора (31 декабря 2001) — «за заслуги в музыке и развлечении»[3]. Получен посмертно сыном Адамом от принца Чарльза на церемонии в Букингемском дворце[4][5].